# 필립 풀먼

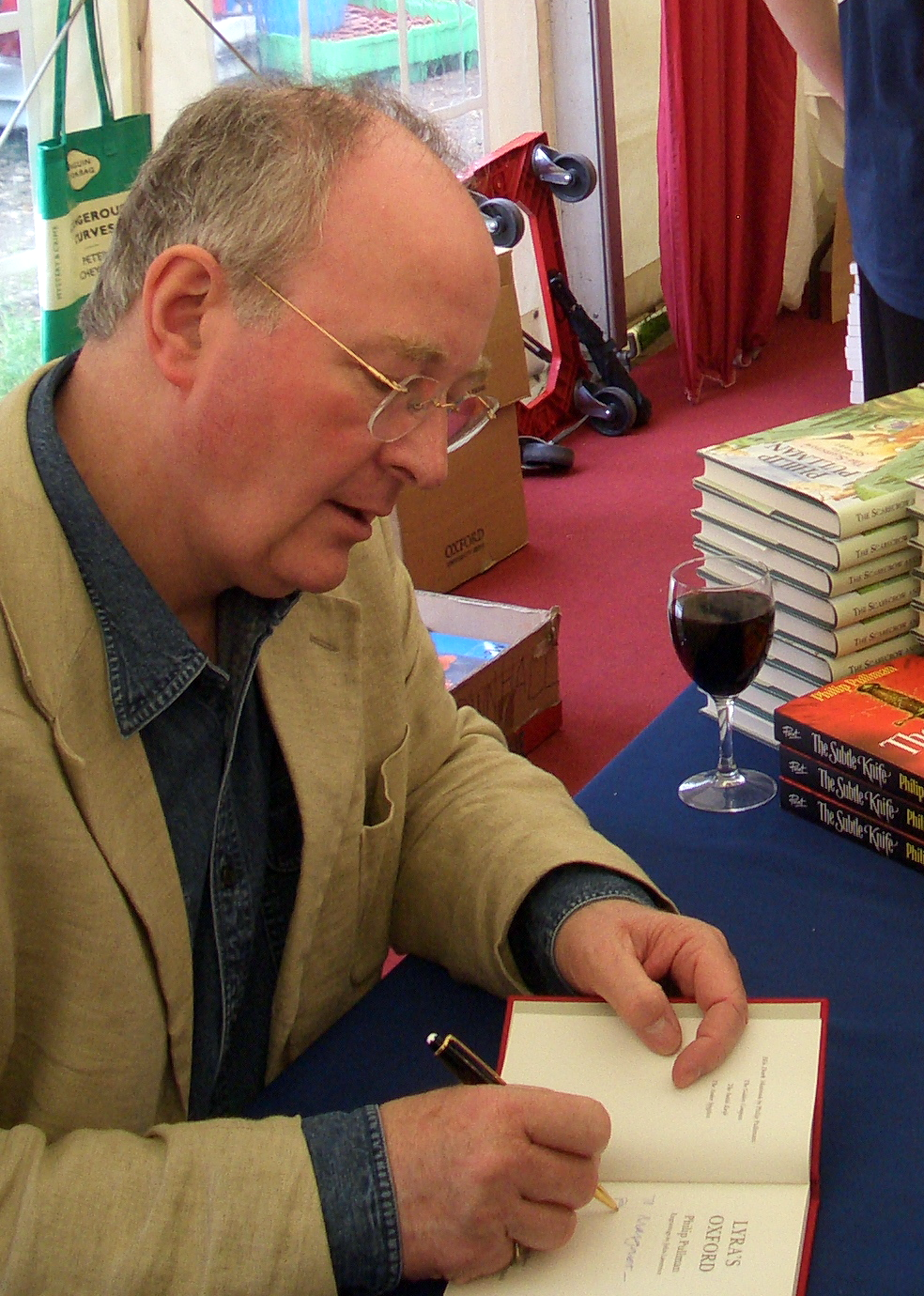
필립 풀먼(2005년)

필립 풀먼(영어: Philip Pullman, CBE, 1946년 10월 19일 ~ )은 영국의 판타지 · 아동 문학 작가이다.

## 서훈
- 2004년 대영 제국 훈장 3등급(CBE) 수훈[1]
- 2013년 앵글리아 러스킨 대학교 명예 문학 박사[2]